# امرگوسا ولی (نوادا)
دره امرگوسا، نوادا (به انگلیسی: Amargosa Valley, Nevada) یک محدوده ثبت‌نشده در ایالات متحده آمریکا است که در ایالت نوادا واقع شده‌است.

## خصوصیات
دره امرگوسا ۱٬۴۵۶ نفر جمعیت دارد و ۸۱۲٫۰ متر بالاتر از سطح دریا واقع شده‌است.